# 約翰斯頓城 (伊利諾伊州)
約翰斯頓城（英語：Johnston City）是一個位於美國伊利諾伊州威廉森縣的城市。

## 地理
約翰斯頓城的座標為37°49′15″N 88°55′39″W / 37.82083°N 88.92750°W，而該地的平均海拔高度為132米（即433英尺）。

## 人口
根據2010年美國人口普查的數據，約翰斯頓城的面積為5.56平方千米，當中陸地面積為5.41平方千米，而水域面積為0.15平方千米。當地共有人口3543人，而人口密度為每平方千米637.23人。